# Praefuhrbergiella
Praefuhrbergiella is een geslacht van uitgestorven kreeftachtigen uit de klasse van de Ostracoda (mosselkreeftjes).

## Soort
- Praefuhrbergiella horrida (Brand & Malz, 1962) Ohmert, 1990 †